# Sclerocheilus minutus
Sclerocheilus minutus é uma espécie de anelídeo pertencente à família Scalibregmatidae.
A autoridade científica da espécie é Grube, tendo sido descrita no ano de 1863.
Trata-se de uma espécie presente no território português, incluindo a sua zona económica exclusiva.